# سرطان پستان
سرطان پستان (به انگلیسی: Breast cancer) به نوعی سرطان گفته می‌شود که از بافت پستان آغاز می‌شود. نشانه‌های این سرطان شامل توده در پستان، تغییر در شکل ظاهری، فرورفتگی‌های کوچک پوستی، خروج مایع از نوک پستان، نوک فرورفتهٔ پستان یا پوست قرمز و خشک (پوسته‌پوسته) پستان باشد. در بیماران دچار متاستاز، دردهای استخوانی، تورم و بزرگی گره‌های لنفاوی، تنگی نفس یا زردی (یرقان) هم ممکن است دیده شود.
عوامل خطرساز جهت ابتلا به سرطان پستان شامل جنسیت مؤنث، چاقی، عدم فعالیت بدنی، الکلیسم، درمان جایگزینی هورمون پس از یائسگی، پرتوهای یونیزان، منارک زودهنگام (آغاز قاعدگی) در سن‌های پائین‌تر، دیر بچه‌دار شدن یا عدم بارداری، سابقهٔ قبلی سرطان پستان و سابقهٔ خانوادگی سرطان پستان است. در حدود ۵–۱۰٪ موارد زمینهٔ ژنتیکی و از والدین به ارث می‌رسد که می‌توان به جهش‌های ژنی BRCA1 و BRCA2 اشاره کرد. منشأ بیشتر سرطان‌های پستان از سلول‌های دیوارهٔ مجاری شیر و لوبول‌های شیرساز است. به آن سرطان‌هایی که از مجاری شیری نشأت می‌گیرند «کارسینوم درجای مجاری پستان» و به آن‌هایی که از کیسه‌های کوچک شیرساز نشأت می‌گیرند، «کارسینوم لوبولار» می‌گویند. در حدود ۱۸ زیرگروه از سرطان پستان وجود دارد. برخی از آن‌ها نظیر «کارسینوم درجای مجاری» از رشد و تکامل ضایعات پیش‌سرطانی ناشی می‌شوند. تشخیص سرطان پستان از طریق انجام بیوپسی از بافت مشکوک امکان‌پذیر است. وقتی تشخیص قطعی شد، آزمایش‌های دیگری انجام می‌شوند تا معلوم شود آیا سلول‌های سرطانی به بیرون از پستان نیز گسترش یافته‌اند یا خیر. و همچنین کدام روش درمانی مؤثرتر خواهد بود.
دربارهٔ مزایای غربالگری سرطان پستان در برابر مضرات آن بحث و تردیدهایی وجود دارد. مطابق یک بررسی در سال ۲۰۱۳ توسط بنیاد همیاری کاکرین، معلوم نیست که مضرات ماموگرافی بیشتر از مزایای آن در تعداد فراوانی از زنانی باشد که ماموگرافی‌شان مثبت است اما سرطان پستان ندارند. کارگروه خدمات پیشگیرانه در ایالات متحده در یک بررسی در سال ۲۰۰۹ دریافت که در گروه سنی ۴۰ تا ۷۰ سال، مزایای آن بیشتر است و به‌همین دلیل، توصیه نمود که زنان از سن ۵۰ تا ۷۴ سالگی، هر دو سال ماموگرافی شوند. در کسانی که احتمال زیادی دارند به سرطان پستان مبتلا شوند، از دو داروی تاموکسیفن و رالوکسیفن جهت پیشگیری استفاده می‌شود. جراحی دوطرفهٔ پستان و برداشتن آن‌ها یکی دیگر از راه‌های پیشگیری در موارد پُرخطر است. در مبتلایان به سرطان پستان از درمان‌هایی چون جراحی، پرتودرمانی، شیمی‌درمانی، هورمون‌درمانی و درمان هدفمند استفاده می‌شود. انواع جراحی نیز مختلف است و شامل ماستکتومی، جراحی‌های حفظ پستان یا برداشتن کامل آن می‌شود. جراحی‌های ترمیمی و بازسازی پستان نیز در همان هنگام یا در زمانی دیگر صورت می‌پذیرد. در افرادی که سرطان به سایر قسمت‌های بدن گسترش یافته‌است، درمان‌ها معطوف به بهبود کیفیت زندگی و راحتی فرد انجام می‌گیرند.
عواقب سرطان پستان بر حسب نوع سرطان، مرحلهٔ بالینی آن و سن فرد متغیر است. نرخ بقا ۵ ساله در بریتانیا و ایالات متحده آمریکا بین ۸۰ تا ۹۰٪ است. در کشورهای در حال توسعه نرخ بقا پائین‌تر است. در سطح جهانی، سرطان پستان شایع‌ترین سرطان زنان است و ۲۵٪ همه موارد را شامل می‌شود در سال ۲۰۱۸ میلادی، ۲ میلیون بیمار جدید و ۶۲۷٬۰۰۰ مورد مرگ ناشی از آن گزارش شد. این سرطان در کشورهای توسعه‌یافته شایع‌تر است و میزان شیوع آن در زنان، ۱۰۰ برابر مردان است.
بر پایهٔ اظهار متخصصان در ایران، سالانه هشت هزار نفر به سرطان پستان مبتلا می‌شوند و شیوع ابتلا به سرطان پستان در بین زنان ایرانی حدود ۳۰ تا ۳۵ مورد در ۱۰۰ هزار نفر است.

## پیشینه

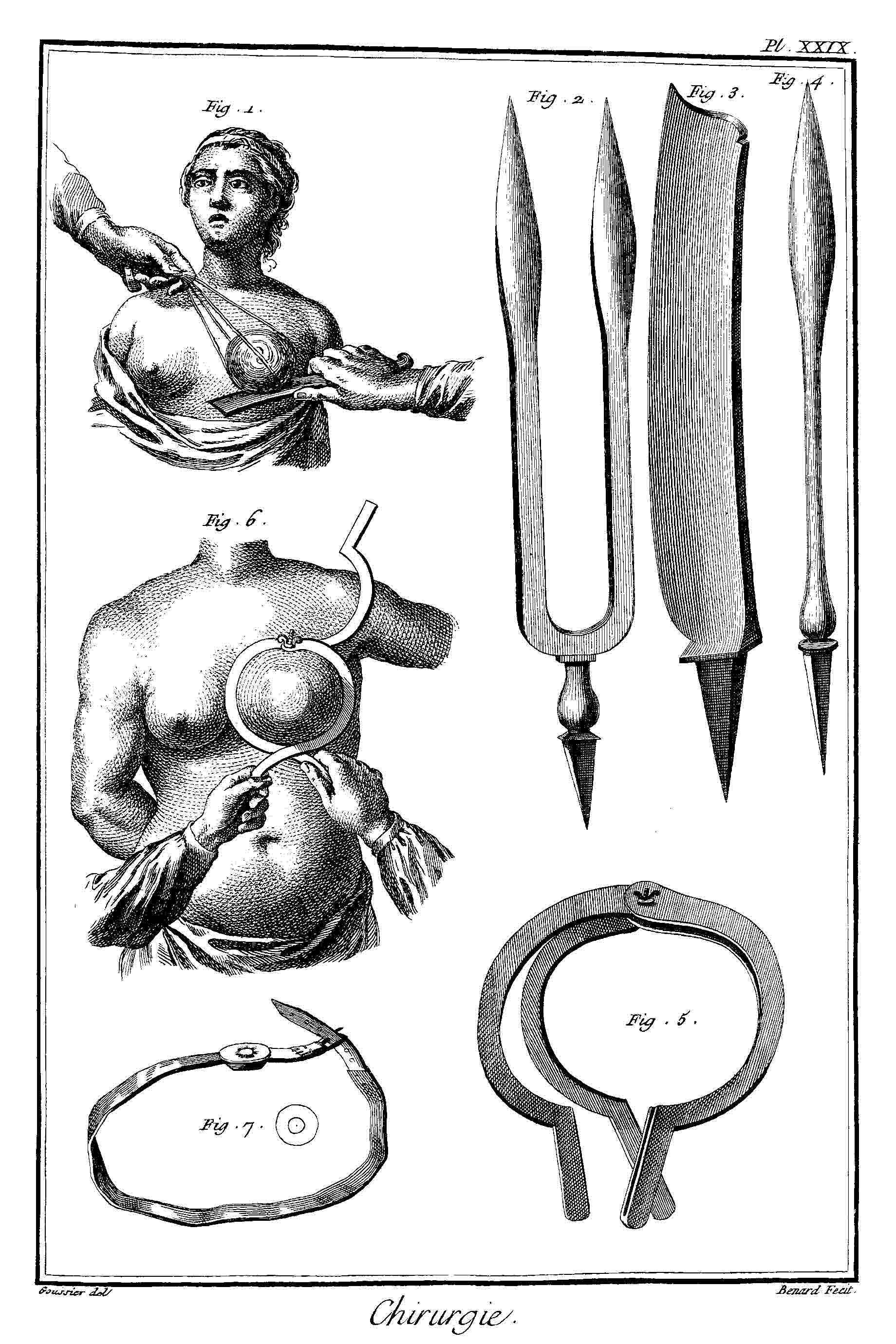
جراحی سرطان پستان در قرن ۱۸

## علائم و نشانه‌ها

### توده‌های پستان
توده‌های پستانی در مراحل اولیه قابل تشخیص نیستند اما بزرگ‌تر شدن توده‌ها با لمس قابل بررسی هستند.

### تغییر یکطرفه اندازه و شکل پستان
ترشحات نوک پستان حتماً باید بررسی شوند. فرورفتگی نوک پستان اگر جدیداً رخ داده‌است ممکن است نشانهٔ سرطان پستان باشد. تغییرات پوست به رنگ قرمز یا سیاه‌پوست سینه و پوست پرتقالی شدن پستان از نشانه‌های احتمالی سرطان هستند که باید بررسی شوند.

## عوامل

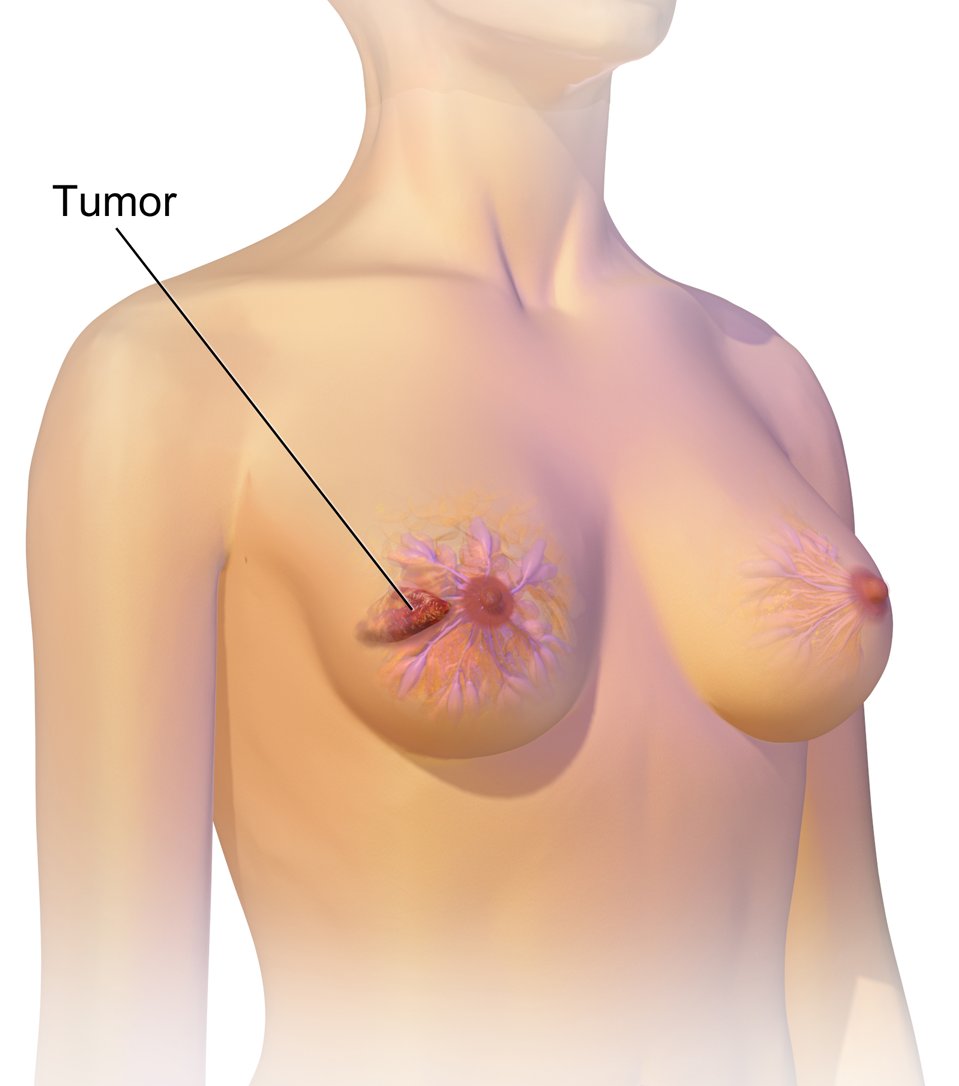
سرطان پستان

عوامل خطر ابتلاء به سرطان پستان عبارت‌اند از چاقی، عدم تمرین فیزیکی، نوشیدن نوشیدنی‌های الکلی، درمان جایگزینی هورمون در طول یائسگی، پرتوهای یونیزان، نخستین قاعدگی در سنین پایین، و دیر بچه‌دار شدن یا بچه‌دار نشدن. دلیل حدود ۵ تا ۱۰٪ از موارد ابتلاء به این بیماری ژن‌هایی هستند که از والدین فرد به ارث رسیده‌اند،  از جمله BRCA1 و BRCA2.  معمولاً سرطان پستان در سلول‌های دیوارهٔ مجاری شیر و لوبول‌ها که تأمین‌کنندهٔ شیر مجاری هستند، ایجاد می‌شود. به سرطان‌هایی که از این مجاری شروع می‌شوند، کارسینوم پستان گفته می‌شود، در حالی‌که سرطان‌های ایجادشده از لوبول‌ها با نام سرطان لوبولار شناخته شده‌اند. به علاوه، بیش از ۱۸ زیر-نوع سرطان پستان دیگر وجود دارد.برخی از سرطان‌ها از ضایعات پیش-تهاجمی از قبیل کارسینوم مجرایی درجا ایجاد می‌شوند. تشخیص سرطان پستان با انجام یک بافت‌برداری از تودهٔ مربوط تأیید می‌شود.پس از تشخیص سرطان، آزمایش‌های بیشتری انجام می‌شوند تا مشخص شود که آیا سرطان به قسمت‌های دیگر بدن نیز سرایت کرده‌است یا خیر و چه درمان‌هایی ممکن است نسبت به بیماری واکنش نشان دهند.

### عوامل اجتناب‌ناپذیر
- سن
- جنسیت
- سطح آندروژن خون
- سطح استروژن خون: سطح بالای استروژن در خون زنان قبل از یائسگی[۲۰]
- سابقهٔ فامیلی: سابقهٔ سرطان پستان در فامیل (تغییرات ارثی در ژن‌های BRCA1 و BRCA2 (نام اختصاری برای سرطان پستان ۱ و سرطان پستان ۲) در بسیاری از مبتلایان به سرطان‌های پستان و تخمدان وجود داشته‌است)[۲۱]
- تراکم استخوان
- تراکم بافت پستان:
- افزایش مواجههٔ زنان با هورمون استروژن که در شرایط زیر رخ می‌دهد:
  - بروز نخستین دورهٔ قاعدگی (منارک) قبل از ۱۳ سالگی
  - یائسگی بعد از ۵۱ سالگی
  - استفاده از درمان جایگزینی هورمون با استروژن
  - افرادی که در طول زندگی باردار نشده‌اند یا نخستین بارداری آن‌ها بعد از ۳۰ سالگی بوده‌است.
- سطح بالای فاکتور رشد شبه‌انسولینی در خون زنان پیش از یائسگی (Insulinlike growth factor)
- سابقهٔ قبلی ابتلاء به سرطان پستان یا برخی موارد غیرطبیعی دیگر در بافت پستان

#### ژنتیک

جهش در ژن BRCA عمدتاً از پدر و مادر به ارث می‌رسد.

تقریباً ۵٪ از بیماران مبتلا به سرطان پستان (نشان داده شده با رنگ قرمز) «با ارث بردن» نوع خاصی از ژن‌ها آن‌ها را حساس به این بیماری می‌کند.

زنانی که ژن جهش‌یافتهٔ BRCA1 و BRCA2 دارند، ۳ تا ۷ برابر بیشتر از زنانی که فاقد این ژن‌ها هستند دچار سرطان پستان می‌شوند.

### عوامل قابل پیشگیری

#### سبک زندگی
- سن نخستین بارداری و دفعات بارداری
- شروع پریود
- مصرف الکل
- قرص‌های ضدبارداری
- هورمون درمانی یائسگی
- چاقی: اضافه وزن و چاقی خصوصاً بعد از یائسگی
- نوع تغذیه: مصرف شیرینی علاوه بر احتمال ابتلا به چاقی، دیابت، بیماری‌های متابولسیم و بیماری‌های قلبی، با سرطان پستان و متاستاز تومور مرتبط است و احتمال بروز این عارضه را افزایش می‌دهد.[۲۲]
- زندگی بی‌تحرک و فعالیت بدنی کم
- به نظر متخصصان، فاصله گرفتن از باروری و محدودکردن فرزندآوری در کنار عامل تغذیه موجب بالاتر رفتن آمار ابتلا به سرطان پستان می‌شود.[۲۳]

### عوامل تحت بررسی
- غذاهای کباب شده
- مصرف آنتی‌بیوتیک
- سایز سینه
- استعمال پاربن‌ها
- بطری آب معدنی
- هیچ رابطهٔ علمی بین استفاده از هر گونه سینه‌بند با بروز سرطان پستان پیدا نشده‌است.[۲۴][۲۵]

## تشخیص

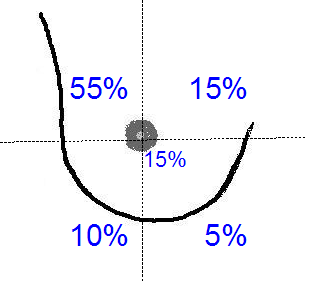
فراوانی کارسینومای پستان

### نمونه‌برداری

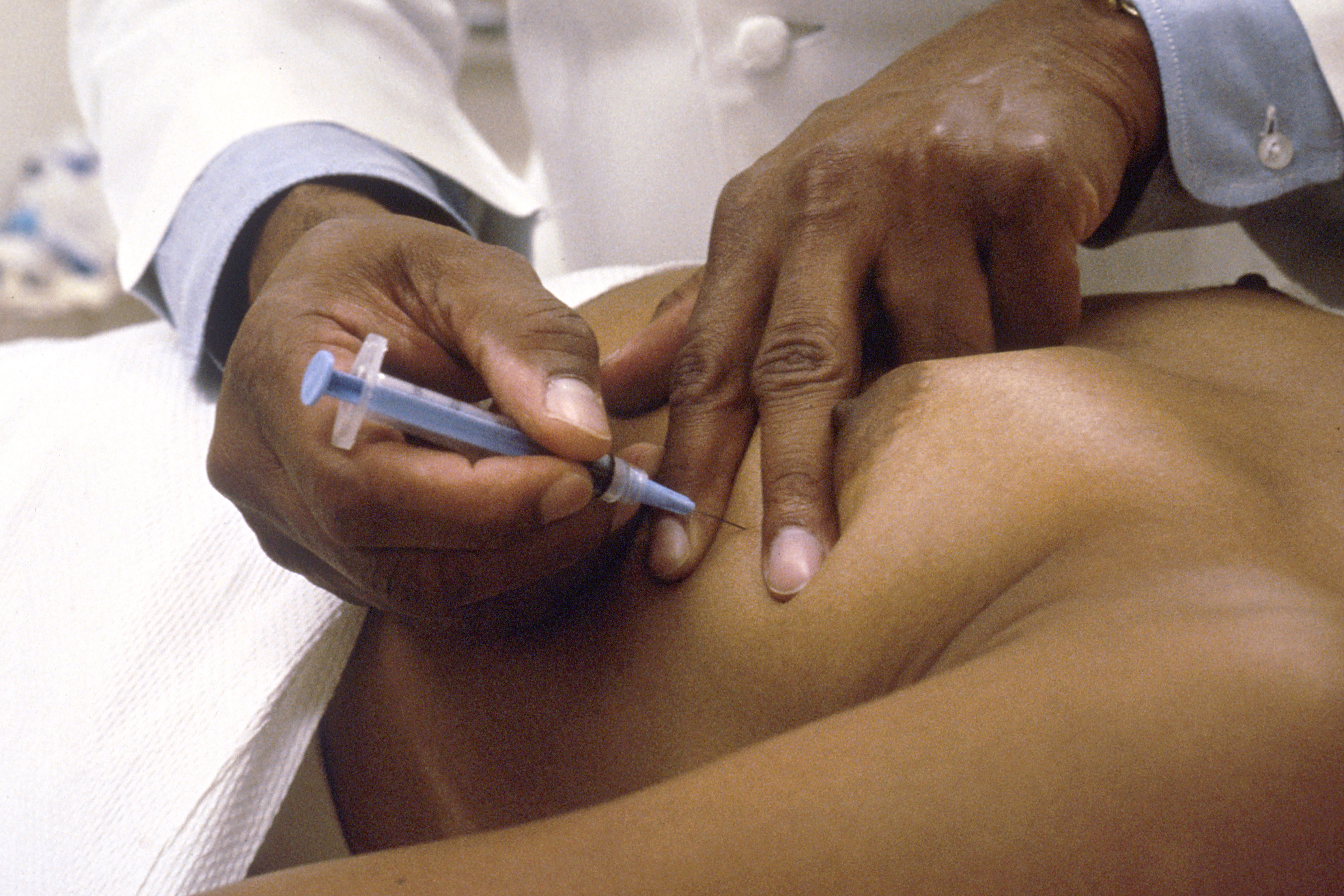
بیوپسی شامل جمع‌آوری نمونه‌های بافت یا سلول‌های تومور است و تنها آزمون است که تشخیص سرطان را تأیید می‌کند.

نمونه‌برداری، روشی برای جدا نمودن نمونهٔ کوچکی از بافت پستان برای تست‌های آزمایشگاهی است. با استفاده از این آزمایش، پزشک تشخیص می‌دهد که توده یا بیماری موجود در سینه، سرطانی است یا خیر. نمونه‌برداری از پستان، نمونه‌ای از بافت پستان را ارائه می‌دهد که پزشک با استفاده از آن و یافته‌های آزمایش‌های سونوگرافی و ماموگرافی، ناهنجاری‌های پستان را تشخیص می‌دهد. گزارش آزمایشگاه از بیوپسی پستان می‌تواند در تعیین نیاز به جراحی یا درمان دیگری کمک کند.

### درجه‌بندی
درجه‌بندی بر اساس شکل سلول‌های تومور در زیر میکروسکوپ انجام می‌شود. این کار توسط پاتولوژیست صورت می‌گیرد. بعد از این‌که تشخیص نوع سرطان در نمونه قطعی شد، پاتولوژیست به مشاهدهٔ بیشتر جزئیات می‌پردازد و توده را به اصطلاح گریدبندی (درجه‌بندی) می‌کند. البته در برخی مواقع پزشک فوق تخصص خون و انکولوژی، جهت سرعت بخشیدن به درمان، خودش هم بررسی‌هایی را انجام می‌دهد. مطالعه زیر میکروسکوپ بافت سرطانی، سرعت تکثیر و میزان شباهت سلول‌ها به سلول‌های طبیعی را مشخص می‌کند. هرچه سلول‌های سرطانی به سلول‌های طبیعی شبیه‌تر باشند، سرعت تکثیر کمتری دارند و شانس موفقیت درمان، بیشتر است. از نظر درجه‌بندی سلول‌های سرطانی به سه گروه تقسیم‌بندی می‌شوند:
- درجه ۱ (Well Diffrentiated): سلول‌های تودهٔ سرطانی تفاوت اندکی با سلول‌های طبیعی دارند و رشدشان آهسته‌تر است.
- درجه ۲ (Intermediate/Moderate grade): سلول‌های توده شبیه سلول‌های طبیعی نیستند و رشدشان کمی بیشتر از سلول‌های طبیعی است، گاهی از اصطلاح Moderatery diffrentiated هم برای این گروه از توده‌ها استفاده می‌شود.
- درجه ۳ (Poorly Diffrentiated): سلول‌های توده بسیار متفاوت از سلول‌های طبیعی هستند و سرعت تکثیر بالایی دارند.

### میزان رشد سلولی
ممکن است در گزارش پاتولوژی، میزان رشد سلولی گزارش شود، که در واقع بخشی از سلول‌های توده است که رشد کرده، تکثیر می‌شوند و در نهایت سلول‌های سرطان جدید می‌سازند. این مقدار به درصد نشان داده می‌شود و اصطلاحاً Rate of cell growth نامیده می‌شود. هرچه میزان رشد سلولی بالاتر باشد، توده مهاجم‌تر است.

### تقسیم‌بندی TNM
یکی از ابزارهایی که پزشکان برای توصیف مراحل سرطان استفاده می‌کنند سیستم TNM است. این سیستم با استفاده از سه معیار، مرحلهٔ سرطان را مشخص می‌کند:
- اندازهٔ خود تومور
- حضور سرطان در گره‌های لنفاوی اطراف تومور
- گسترش تومور به سایر نقاط بدن

نتایج به‌دست آمده با استفاده از این سه معیار، مرحلهٔ سرطان هر فرد را تعیین می‌کند. پنج مرحله وجود دارد:
- مرحلهٔ صفر که کارسینومای داکتال غیرتهاجمی در محل (DCIS) است.
- مرحلهٔ یک تا چهار، سرطان پستان تهاجمی را در بر می‌گیرد.

مرحله‌بندی، یک روش مشترک برای توصیف سرطان است تا پزشکان بتوانند بهترین طرح درمانی را به کمک یکدیگر مشخص کنند. TNM مخفف تومور (T)، گره (N)، متاستاز (M) است. پزشکان برای تعیین مرحلهٔ سرطان به این سه عامل توجه می‌کنند:
- چقدر تومور اولیه بزرگ است و در کجا قرار گرفته‌است؟ (تومور ،T)
- آیا تومور به گره‌های لنفاوی گسترش یافته‌است؟ (گره، N)
- آیا سرطان به سایر نقاط بدن متاستاز داده‌است؟ (متاستاز، M)

| T اندازه تومور اولیه | T اندازه تومور اولیه |
| -------------------- | --- |
| T0                   | هیچ تومور اولیه قابل تشخیص نیست |
| Tis                  | کارسینوم درجا، غیر تهاجمی |
| T1                   | بخش تهاجمی تومور در پستان ۲۰ میلی‌متر (میلی‌متر) یا کوچکتر در وسیع‌ترین ابعاد آن کمی کمتر از یک اینچ است. این مرحله ممکن است به سه زیر مرحله به نام‌های T1a , T1b، و T1c، بسته به اندازه تومور تقسیم می‌ش                 |
| T1mic                | میکرومتاستازیس، یعنی سلول‌های سرطانی به چند بافت اطراف منتشر شده‌اند اما میزان انتشار آن‌ها بیش از ۱ میلی‌متر نیست |
| T1a                  | >0,1 cm aber ≤ 0,5 cm |
| T1b                  | > 0,5 cm bis 1 cm |
| T1c                  | > 1 cm bis 2 cm |
| T2                   | بخش مهاجم تومور بزرگتر از ۲۰ میلی‌متر و کمتر از ۵۰ میلی‌متر است. |
| T3                   | بخش مهاجم تومور بزرگتر از ۵۰ میلی‌متر است. |
| T4                   | تومور به دیواره قفسه سینه انتشار یافته (به نام T4a) یا به پوست انتشار یافته که به عنوان T4b نامیده می‌شود. اگر نشانه‌هایی از هر دو دیده شود به عنوان T4c نامیده می‌شود و سرطان التهابی پستان به عنوان T4d نامیده می‌شود. |

| N غدد لنفاوی اطراف تومور | N غدد لنفاوی اطراف تومور |
| ------------------------ | --- |
| N0                       | سرطان در غده‌های لنفی یافت نشد. |
| N0+                      | هنگامی که رسوبات بسیار کوچکی از سلول‌های تومور جدا شده و دریک غده لنفاوی (کمتر از ۰٫۲ میلی‌متر یا کمتر از ۲۰۰ سلول) یافت شود، غدد هنوز N0 تعیین می‌شوند، اما "i+" به این معنی است که پس از تعیین گزارش می‌شود.                                                                                |
| N1                       | در این گروه سرطان از یکی از سه غده لنفاوی بغلی زیر بازو انتشار یافته‌است. این گروه می‌توانند شامل غدد لنفاوی مثبت داخلی پستان (که در زیر جناغ سینه یا قفسه سینه قرار دارند) باشند در این حالت غده از طریق اقدامات بالینی قابل شناسایی نمی‌باشد و فقط از طریق علامت‌گذاری مشخص می‌شوند.         |
| N2                       | این گروه زمانیکه سرطان به چهار غدد لنفاوی از نه غده زیر باز و انتشار یابد (به نام N2a) یا به‌طور بالینی غدد لنفاوی داخلی پستان آشکار شود (غدد لنفاوی در زیر جناغ سینه در داخل قفسه سینه، به نام N2b) گفته می‌شود.                                                                           |
| N3                       | سرطان به ۱۰ غده لنفاوی یا بیشتر در زیر بازو یا به غدد لنفاوی واقع در زیر ترقوه منتشر شده‌است. این گروه یه عنوان N3a نامیده می‌شوند. در صورتی‌که سرطان به غدد داخلی پستان به همراه غدد زیر بغل انتشار یابد به عنوان N3b نامیده می‌شود و در صورتی‌که غدد بالای ترقوه در گیر شوند N3c گفته می‌شود. |

| M متاستاز | M متاستاز |
| --------- | --- |
| MX        | متاستاز دور قابل ارزیابی نمی‌باشد. |
| M0        | بیماری متاستاز داده نشده‌است. |
| M0+       | هیچ شواهد بالینی یا رادیوگرافی از متاستاز دور وجود ندارد، اما شواهد میکروسکوپی از سلول‌های تومور، در خون، مغز استخوان یا سایر غدد لنفاوی یافت شده‌است که بزرگتر از ۰٫۲ میلی‌متر در یک بیمار بدون سایر شواهد متاستاز نمی‌باشد. |
| M1        | متاستاز به سایر قسمت‌های بدن وجود دارد. |

### مرحله‌بندی
مرحله‌بندی روشی است که سرطان را بر اساس محل درگیر یا محل انتشار و اثر سرطان بر عملکرد سایر ارگان‌های بدن توصیف می‌کند. پزشکان با استفاده از تست‌های تشخیصی، مرحله سرطان را تعیین می‌کنند؛ بنابراین مرحله بندی با انجام همه تست‌ها، تکمیل می‌گردد. دانستن مرحله سرطان، پزشکان را در انتخاب بهترین نوع درمان و همچنین پیش‌بینی پیش آگهی‌های بیمار کمک می‌کند. مراحل برای انواع مختلف سرطان متفاوت است.
مرحله سرطان پستان با ترکیب پارامترهای N , T و M تعیین می‌شود.
| مراحل سرطان پستان | مراحل سرطان پستان                     | مراحل سرطان پستان                                                                                    | مراحل سرطان پستان |
| مراحل             | تصویر                                 | ارزیابی TNM                                                                                          | توضیحات |
| ----------------- | ------------------------------------- | --- | --- |
| ۰                 |                                       | Tis, N0, M0 (کارسینوم مجرای درجا)                                                                    | این بیماری محدود به مجاری و لوب‌های بافت پستان است و هنوز به بافت اطراف گسترش نیافته‌است. به آن سرطان غیر تهاجمی نیز می‌گویند. |
| ۰                 | Tis, N0, M0 (کارسینوم لوبولار در محل) | | این بیماری محدود به مجاری و لوب‌های بافت پستان است و هنوز به بافت اطراف گسترش نیافته‌است. به آن سرطان غیر تهاجمی نیز می‌گویند. |
| 1A                |                                       | T1, N0, M0                                                                                           | اندازه تومور ۲ سانتیمتر یا کمتر است و به خارج سینه منتشر نشده‌است. |
| 1B                |                                       | T0 ou T1, N1mic, M0                                                                                  | مقدار کمی از سلول‌های سرطان سینه در غدد لنفاوی نزدیک سینه دیده شده یا هیچ توده‌ای در سینه دیده نشده یا توده کوچکتر از ۲ سانتیمتر است. |
| 2A                |                                       | T0, N1, M0                                                                                           | شواهدی از تومور در پستان وجود ندارد، اما سرطان به گره‌های لنفاوی زیر باریک گسترش یافته‌است. |
| 2A                | T1, N1, M0                            | اندازه تومور کمتر از ۲ سانتیمتر و سلول‌های سرطانی در ۱ تا ۳ عدد از غدد لنفاوی نزدیک سینه دیده شده‌است. | |
| 2A                |                                       | T2, N0, M0                                                                                           | تومور بزرگتر از ۲ سانتیمتر و کوچکتر از ۵ سانتیمتر بدون شواهدی دال بر انتشار در غدد لنفاوی |
| 2B                |                                       | T2, N1, M0                                                                                           | تومور بزرگتر از ۲۰ میلی‌متر، کوچکتر از ۵۰ میلی‌متر است و به یک تا سه غدد لنفاوی زیر بغل گسترش یافته‌است. |
| 2B                |                                       | T3, N0, M0                                                                                           | تومور بزرگتر از ۵۰ میلی‌متر است اما هنوز به غدد لنفاوی زیر بغل گسترش نیافته‌است. |
| 3A                |                                       | T0, T1, T2 ou T3, N2, M0                                                                             | هیچ توموری در سینه دیده نمی‌شود اما با هر اندازه‌ای ممکن است در ۴ تا ۹ عدد از غدد لنفاوی زیر بغل یا نزدیک سینه دیده شود. |
| 3A                |                                       | T3, N1, M0                                                                                           | تومور بزرگتر از ۵ سانتیمتر و با یک خوشه از سلول‌های سرطانی در غدد لنفاوی یا تومور بزرگتر از ۵ سانتیمتر که به بیش از ۳ عدد از غدد لنفاوی زیر بغل یا نزدیک سینه منتشر شده‌است. |
| 3B                |                                       | T4; N0, N1 ou N2; M0                                                                                 | تومور به پوست ناحیه سینه یا قفسه سینه منتشر شده‌است، که در صورت انتشار به پوست موجب زخم یا تورم شده‌است. همچنین ممکن است به بیش از ۹ عدد از غدد لنفاوی زیر بغل یا نزدیک زیر بغل منتشر شده باشد. سرطان‌هایی که به پوست منتشر شده‌اند ممکن است تبدیل به سرطان التهابی پستان (Infalmmatory Breast cancer) شوند.                                                            |
| 3C                |                                       | qualquer T, N3, M0                                                                                   | اندازه تومور ممکن است به هر اندازه‌ای باشد اما تومور به پوست منتشر شده و موجب تورم و التهاب شده‌است و همچنین: به بیش از ۱۰ عدد از غدد لنفاوی منتشر شده‌است. یا به غدد لنفاوی بالا یا پائین ترقوه منتشر شده‌است. یا به غدد لنفاوی زیر بغل یا نزدیک سینه منتشر شده‌است. از این مرحله به بعد سرطان‌ها حتماً نیاز به جراحی دارند و به سرطان‌های سینه نیازمند جراحی معروف هستند. |
| ۴ (متاستاتیک)     |                                       | qualquer T, qualquer N, M1                                                                           | تومور ممکن است به هر اندازه‌ای باشد. غدد لنفاوی ممکن است دارای سلول سرطانی باشند. سرطان به سایر اندام‌های بدن مانند استخوان، ریه، کبد یا مغز منتشر شده‌است. |

## پیشگیری

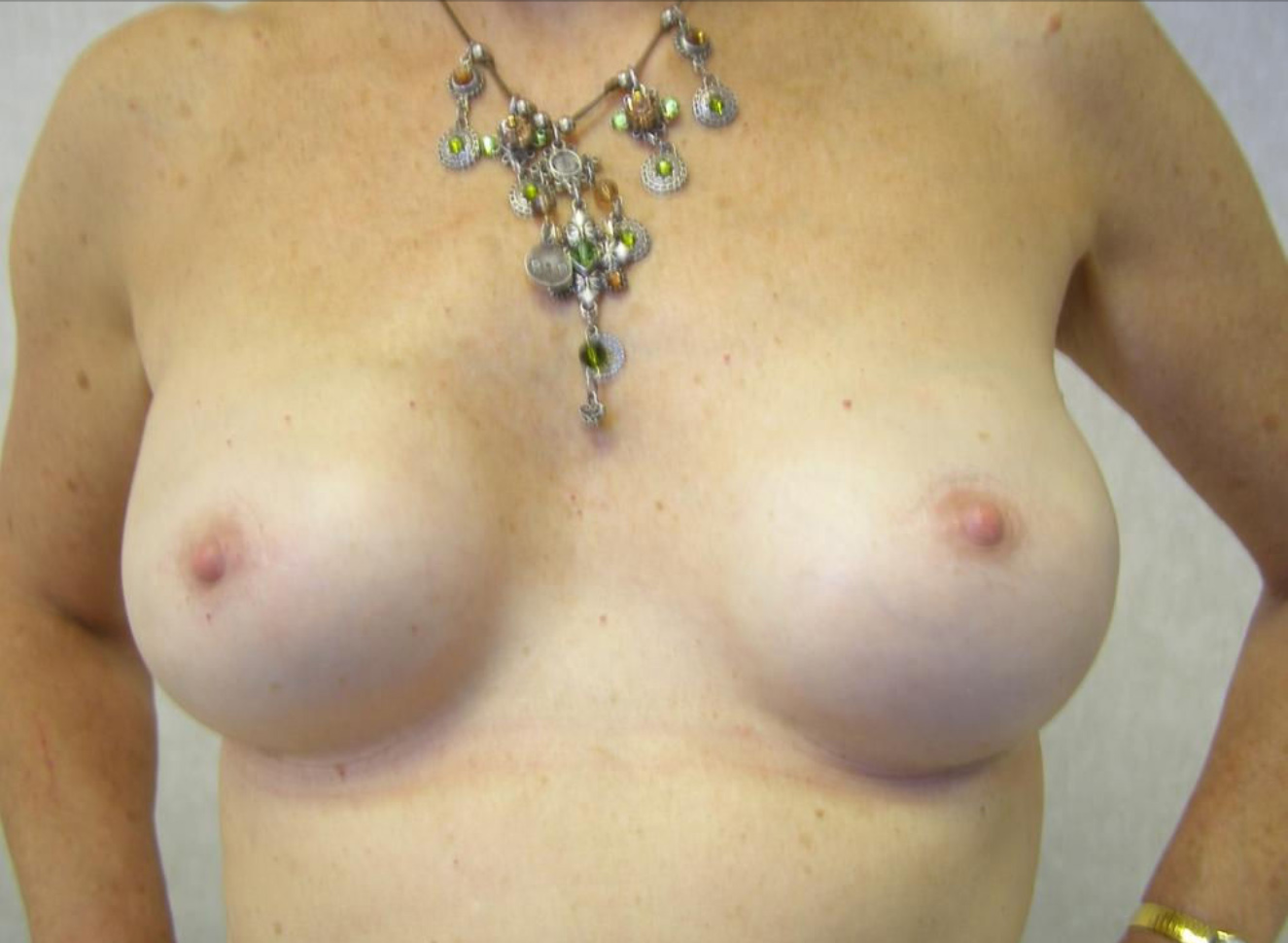
پستان پس از دو ماستکتومی، و پس از بازسازی پستان با ایمپلنت

### سبک زندگی
زنان می‌توانند خطر ابتلا به سرطان پستان را با حفظ وزن، نوشیدن الکل کمتر، فعال شدن جسمی و شیر دادن فرزندان خود کاهش دهند.
این تغییرات از ۳۸٪ سرطان پستان در ایالات متحده، ۴۲٪ در بریتانیا، ۲۸٪ در برزیل و ۲۰٪ در چین جلوگیری کرد.
فواید تمرینات بدنی مانند پیاده‌روی سریع در تمام گروه‌های سنی از جمله زنان یائسه دیده می‌شود.
سطح بالای فعالیت بدنی خطر ابتلا به سرطان پستان را در حدود ۱۴ درصد کاهش می‌دهد. استراتژی‌هایی که فعالیت بدنی منظم را افزایش می‌دهند و چاقی را کاهش می‌دهند نیز می‌توانند از مزایای دیگری مانند کاهش خطر بیماری‌های قلبی عروقی و دیابت برخوردار باشند.
مصرف بالای میوه‌های مرکبات با کاهش ۱۰ درصدی در معرض خطر سرطان پستان همراه است.
به‌نظر می‌رسد اسید چرب امگا ۳ و مصرف زیاد سویا در مواد غذایی نیز خطر ابتلا را کاهش می‌دهند.

### جراحی پیشگیرانه
- ماستکتومی پیشگیرانه: نوعی پستان‌برداری اختیاری بوده که خطر ابتلا به سرطان پستان را کاهش می‌دهد.

### داروهای پیشگیری
بر اساس نتایج یک تحقیق، داروهای ارزان‌قیمتی که معمولاً برای تقویت استخوان مصرف می‌شوند می‌توانند مرگ و میر ناشی از سرطان پستان را کاهش دهند. بیس فسفونات‌ها عمدتاً برای جلوگیری از تحلیل استخوان در افراد مبتلا به پوکی استخوان استفاده می‌شوند. این داروها از تغذیه هر سلول سرطانی که در استخوان گسترش می‌یابد، جلوگیری می‌کنند و به این ترتیب رشد سلول‌های سرطانی را متوقف می‌سازند.
- تراستوزومب: یکی از داروهای مورد استفاده در درمان سرطان پستان است.
- آسپیرین و داروهای ضد التهاب: مصرف روزانه آسپرین و سایر ضدالتهاب‌های غیرکورتونی، خطر سرطان پستان را کاهش می‌دهند.

### بارداری و شیردهی
شیوع سرطان پستان در زنانی که بچه دار می‌شوند کمتر است، و این کاهش باتعداد بچه‌ها رابطه مستقیم دارد. تحقیقات زیادی در این زمینه انجام شده‌است، به نظر می‌رسد بارداری و شیردهی از طریق مکانیسم‌های مختلفی مانع از بروز سرطان پستان می‌شوند. نقش پیشگیرانه شیردهی سال‌هاست مورد توجه محققان است. هر چه سن شروع شیر دهی، تعداد دفعات و مدت زمان آن بیشتر باشد، احتمال ابتلا کمتر است. در دوران شیردهی بافت پستان دچار تغییراتی می‌شود و سلول‌های تخصص یافته‌ای در آن شکل می‌گیرد، که این سلول‌ها در از بین بردن سلول‌های سرطانی نقش بسزایی دارند.

### تغذیه
چربی‌های اشباع شده نقش بسزایی در افزایش خطر بروز سرطان پستان بازی می‌کنند اما این عامل ممکن است در ادغام با برخی عوامل دیگر موجب افزایش خطر سرطان شود.
- لبنیات: لبنیات از نظر کلسیم غنی هستند ممکن است این کاهش خطر با کلسیم رابطه داشته باشد.
- فیبر: سبزیجات و غلات کامل (مانند آرد سبوس دار و همه انواع نان و به ویژه گندم کامل) از نظر فیبر غنی هستند. مصرف روزانه ۲۵ گرم فیبر در زنان یاسه، به میزان زیادی از بروز سرطان پستان پیشگیری می‌کند. خوردن نان سبوس دار موجب کاهش استروژن خون در زنان غیر یاسه می‌شود، که این مسئله ممکن است موجب کاهش خطر سرطان پستان در این گروه از زنان شود.
- میوه: مصرف میوه زیاد خطر سرطان پستان را می‌کاهد؛ که ممکن است به دلیل فیبر و آنتی‌اکسیدان بالای میوه‌ها باشد. آنتی‌اکسیدان‌ها موادی هستند که از ایجاد واکنش‌های اکسیداسیونی جلوگیری می‌کنند. واکنش‌های اکسیداسیونی با آزاد کردن اکسیژن فعال موجب تخریب ژن‌ها و افزایش احتمال سرطان می‌شوند. برخی از آنتی‌اکسیدان‌ها عبارتند از ویتامین A، C، E و سلنیوم.
- سویا: سویا دارای نوعی از فیتواستروژنها به نام ایزوفلاونوئیدها می‌باشد. سایر انواع فیتواستروژن‌ها در فیبرها و غلات کامل، میوه‌ها، سبزیجات و دانه‌های بزرک وجود دارند. شیر هم می‌تواند حاوی فیتوراستروژن‌ها باشد، مشروط به اینکه گاو از چنین غذاهایی تغذیه شود. مصرف سویا در جنوب شرقی آسیا متداول‌تر است. نتایج تحقیقات نشان می‌دهد بافت پستان زنان این منطقه از سفتی کمتری بر خوردار است، بافت پستان هر چه نرم‌تر باشد خطر سرطان پستان کمتر است.
- کاروتنوئید: کاروتنوئیدها ترکیبات رنگی هستند که در برخی از گیاهان وجود دارند. منابع گیاهی غنی از کاروتنوئید عبارتند از هویج، سیب زمینی شیرین، اسفناج، کلم قرمز، سبزیجات سبز، گوجه فرنگی، انبه هندی و فلفل‌های رنگی. مطالعات نشان می‌دهد که این مواد غذایی در کاهش خطر سرطان پستان نقش مهمی دارند.

## غربالگری
توازن مزایا در مقابل مضرات غربالگری سرطان پستان بحث‌برانگیز است. بنیاد همیاری کوکران در سال ۲۰۱۳ اعلام کرد که مشخص نیست آیا غربالگری ماموگرافی مزایای بیشتری دارد یا مضرات بیشتری. یک مرور برای گروه ضربت خدمات پیشگیری آمریکا در سال ۲۰۰۹ شواهدی را دربارهٔ مزایا در افراد ۴۰ تا ۷۰ ساله یافت، و سازمان توصیه می‌کند زنان ۵۰ تا ۷۴ ساله هر دو سال یکبار غربالگری را انجام دهند. از روش‌های بیوپسی نیز از بافت پستان نمونه برداری کرده و با روش‌های پردازش تصویر وجود یا عدم وجود سرطان را تشخیص می‌دهند.
برای پیشگیری از ابتلاء به سرطان پستان در افرادی که احتمال ابتلاء در آن‌ها بالا است، ممکن است از داروهای تاموکسیفن یا رالوکسیفن استفاده شود. برداشتن هر دو پستان از طریق جراحی یک اقدام پیشگیرانه مفید در برخی از زنان پرخطر است.

### خودآزمایی پستان

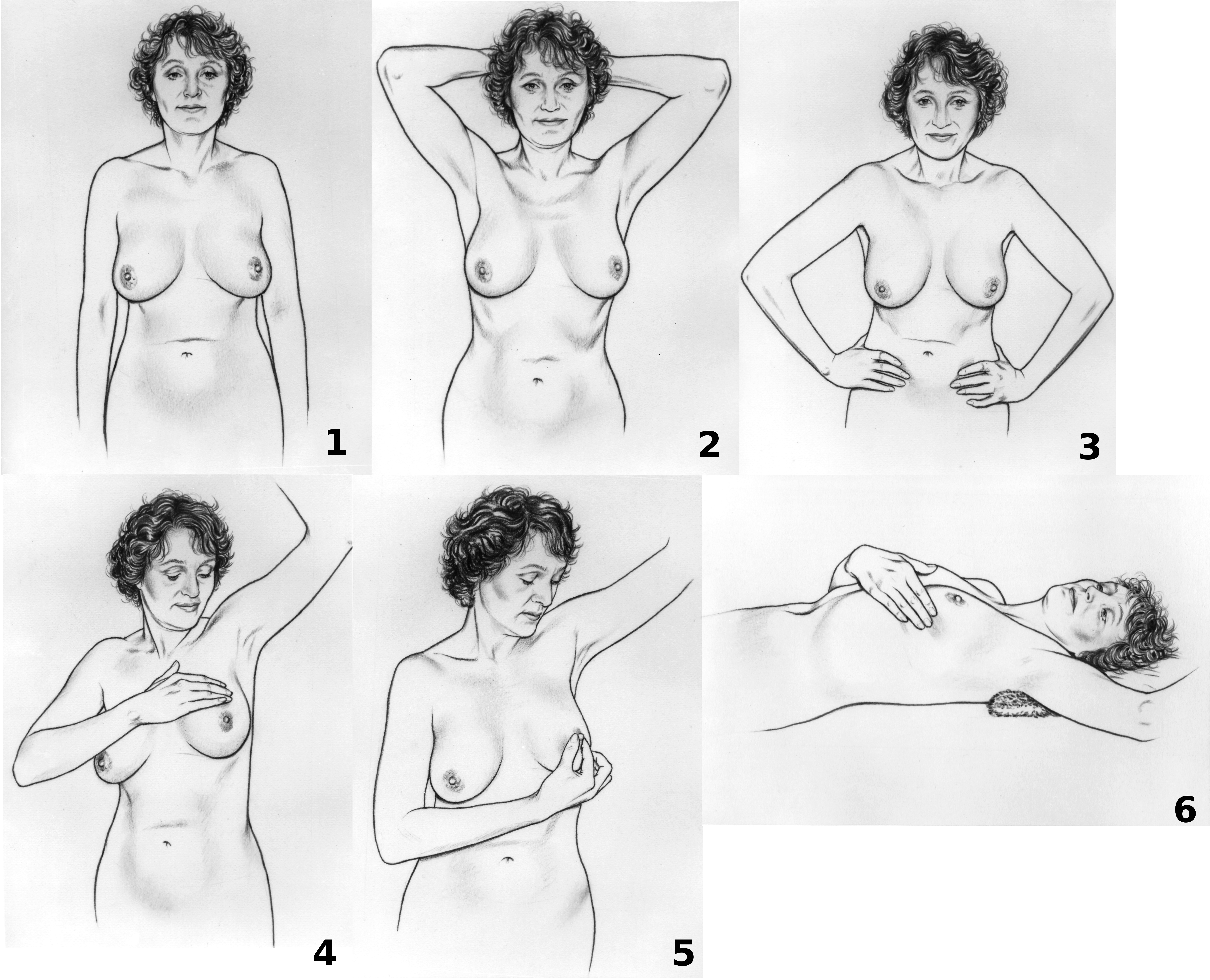
تصویری نشان‌گر مثالی برای یکی از روش‌های خودآزمایی پستان در ۶ مرحله به صورت زیر:
۱–۳: با دستان افتاده کنار بدن، بالا پشت سر و در بغل‌ها، بررسی بدن برای علائم ظاهری را آغاز کنید.
۴: مرحله چهارم لمس‌کردن پستان با کف انگشتان می‌باشد.
۵: در این مرحله باید نوک پستان همانند مرحله چهارم لمس و بررسی شود.
۶: مرحله ششم مرحله لمس‌کردن پستان در حالت خوابیده‌است.

خودآزمایی پستان (به اختصار BSE) یکی از انواع روش‌های شناسایی اولیهٔ سرطان پستان است. این روش فقط با خود زن سروکار دارد که باید هر قسمت از پستان را که برآمده، شکستگی یا تورم دارد بررسی کند.
BSE سابق به عنوان یکی از اصلی‌ترین روش‌های پیدا کردن سرطان در مراحل اولیه قابل علاج شناخته می‌شد، اما نتایج یکی از پژوهش‌های RCT بیانگر این مطلب بود که این روش در پیشگیری از مرگ‌ها بر اثر سرطان پستان تأثیرگذار نیست و در واقع باعث ضرر از طریق بی‌نیاز بودن به بیوپسی و جراحی می‌شود.

### ماموگرافی

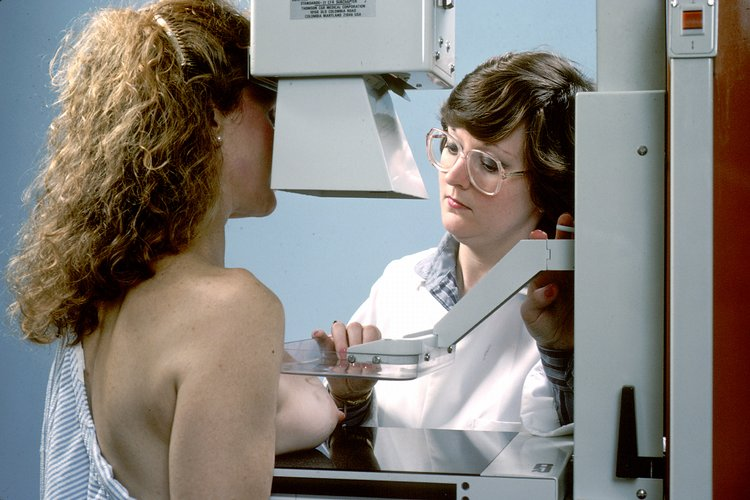
ماموگرافی، روش‌های تصویربرداری

پستان‌نگاری یا ماموگرافی گونه‌ای روش پرتونگاری است که در علوم تصویربرداری پزشکی، به خصوص تشخیص سرطان پستان در زنان کاربرد فراوان دارد. ماموگرافی در تشخیص سرطان پستان نقش محوری دارد. ماموگرافی یک عکس رادیوگرافی ساده از پستان و ابزاری برای کشف زودرس سرطان‌های غیرقابل لمس پستان است. ماموگرافی می‌تواند سرطان پستان را ده سال قبل از آن که قابل لمس شود، شناسایی کند. همه زنان پنجاه ساله و بیشتر باید هر دو سال یکبار ماموگرافی انجام دهند. زنانی که افراد درجه یک آن‌ها (یعنی مادر یا خواهرشان) مبتلا به سرطان باشند باید از ۳۵ سالگی ماموگرافی سالانه انجام دهند. ماموگرافی نمی‌تواند و نباید جایگزین معاینه توسط پزشک متخصص جراحی عمومی شود.

### ام‌آرآی پستان
ام‌آرآی پستان، بهترین و ایمن‌ترین روش غربالگری سرطان پستان محسوب می‌شود. این روش، نسبت به ماموگرافی به دلیل عدم استفاده از اشعه یونیزان، ارجحیت بنیادی دارد.
تشخیص به موقع در سرطان پستان، نقش حیاتی دارد، و شانس ابتلاء در زن‌هایی که سابقه فامیلی سرطان پستان دارند بالاست؛ بنابراین، همه زن‌هایی که شانس ابتلای بالایی دارند، باید تحت غربالگری پستان با MRI قرار بگیرند.

### سونوگرافی
در این روش به‌وسیلهٔ انجام دادن سونوگرافی می‌توان به وجود بافت یا تودهٔ مخرب سرطانی پی برد.

## مدیریت
برای افرادی که ابتلاء به سرطان در آن‌ها تشخیص داده شده‌است، می‌توان از تعدادی از درمان‌ها استفاده کرد؛ از قبیل جراحی، پرتودرمانی، شیمی‌درمانی و درمان هدفمند. انواع جراحی عبارت‌اند از عمل جراحی حفظ پستان یا ماستکتومی. ممکن است در عمل جراحی یا در یک تاریخ دیگر عمل بازسازی پستان انجام شود. در افرادی که سرطان در سایر قسمت‌های بدن آن‌ها گسترش یافته‌است، درمان‌ها عمدتاً به منظور بهبود کیفیت زندگی و راحتی فرد انجام می‌گیرند.
پزشکان متخصصان اعتقاد دارند افزایش سن بارداری و عدم شیردهی دو عامل مهم در بروز سرطان پستان است، از همین رو بارداری و شیردهی احتمال بروز این سرطان را کاهش می‌دهد.

### درمان
سرطان پستان هرچه زودتر تشخیص داده شود، درمان راحت‌تری خواهد داشت. معمولاً برای درمان، ابتدا عمل جراحی انجام خواهد گرفت که بسته به اندازهٔ تومور، قسمتی یا کل این بافت برداشته خواهد شد. بعد از آن در صورت نیاز، شیمی‌درمانی انجام خواهد شد و در صورت لزوم پرتودرمانی یا برق گذاشتن انجام می‌شود که بسته به نوع و اندازهٔ تومور و تشخیص پزشک متفاوت خواهد بود.
روش‌های درمان سرطان پستان بسیار گوناگون بوده و هر روز در حال تغییر و پیشرفت است و ممکن است به این لیست روش‌های جدیدی در آینده اضافه شود. درمان‌های سرطان به دو گروه بزرگ درمان‌های جراحی و غیر جراحی تقسیم می‌شوند.

### عمل جراحی

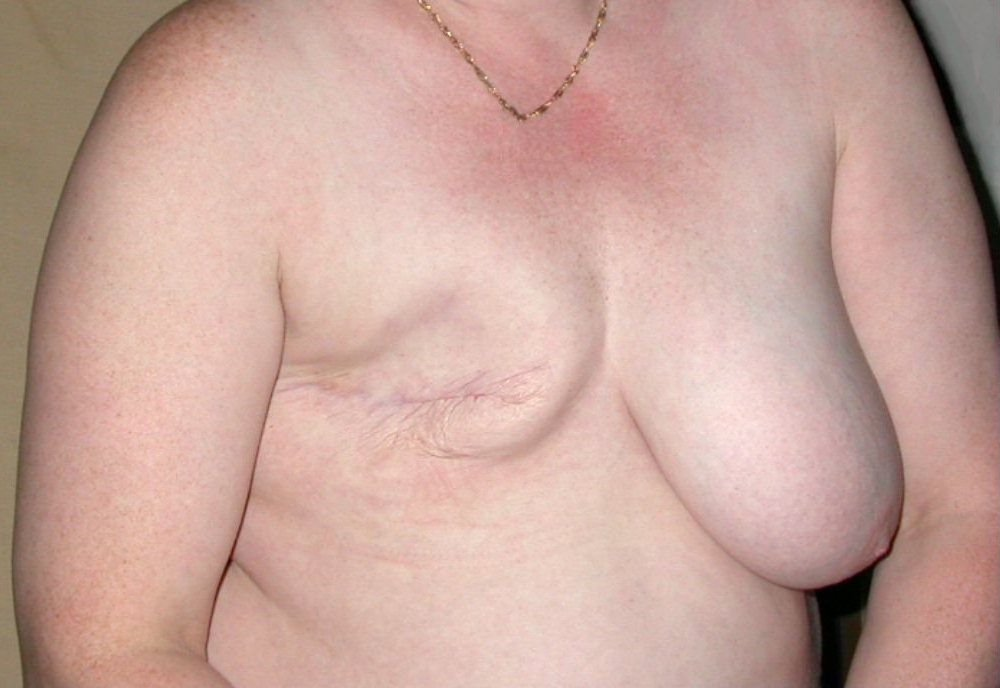
پس از ماستکتومی

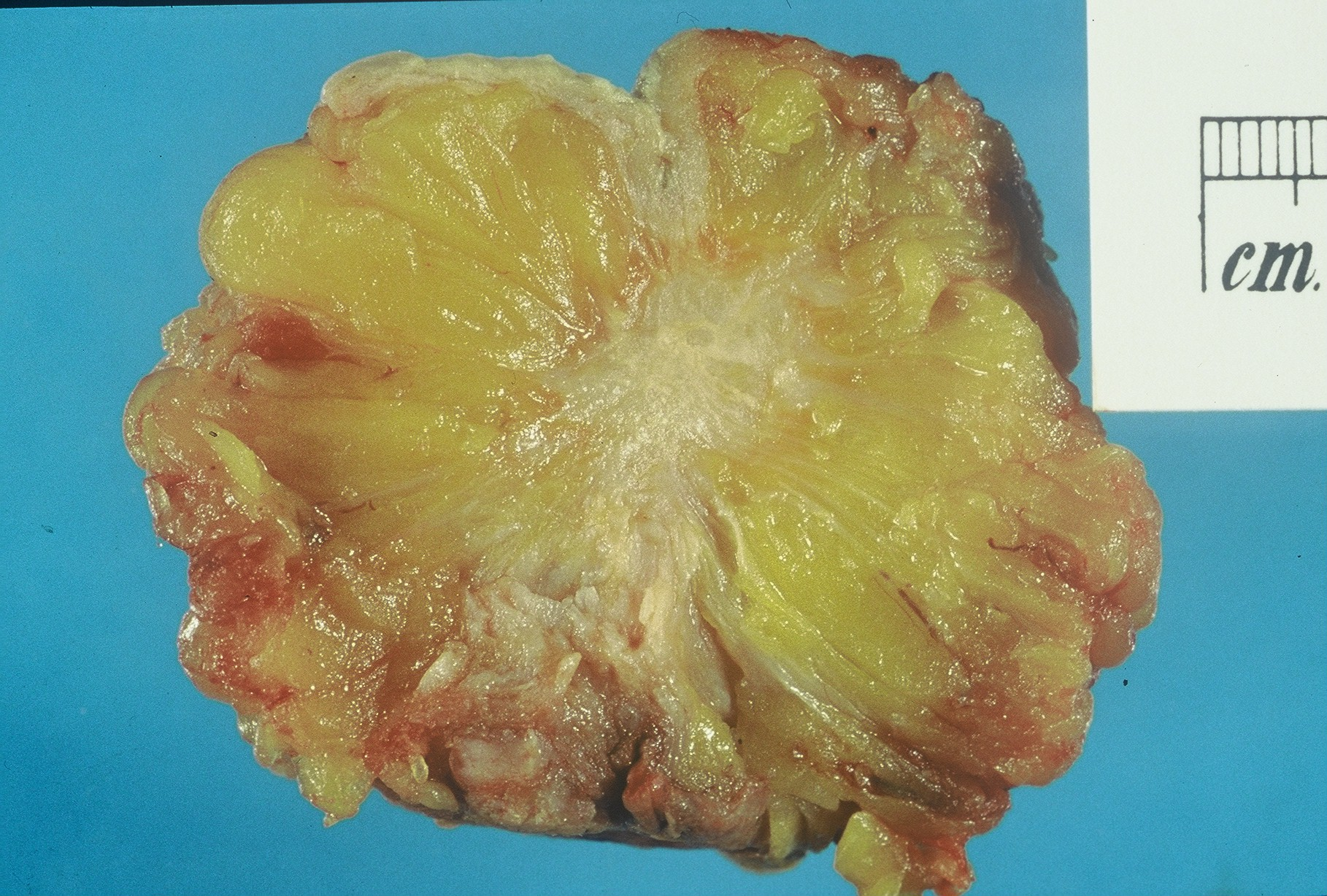
بافت سرطانی در پستان

- ماستکتومی یا پستان‌برداری اصطلاح پزشکی شامل عمل جراحی جهت برداشتن یک یا هر دو پستان به‌طور کامل بوده و معمولاً جهت درمان سرطان پستان انجام می‌گیرد.[۴۳] میزان برداشت بافت پستانی در عمل ماستکتومی، بستگی به گسترش تومور و درگیری بافت‌های اطراف دارد. گاهی افزوده بر برداشت توده سرطانی و بافت پستانی، گره‌های لنفاوی زیر بغل و عضلات سینه‌ای نیز برداشته می‌شود.[۴۴]
- لامپکتومی: یک عمل جراحی رایج می‌باشد که در آن سرطان یا دیگر بافت غیرطبیعی از پستان حذف می‌شود.[۴۵][۴۶] به لامپکتومی عمل جراحی حفظ پستان نیز گفته می‌شود زیرا بر خلاف ماستکتومی تنها بخشی از پستان برداشته می‌شود.[۴۷] بافت مورد برش در این عمل جراحی معمولاً محدود است و تهاجم به بافت اطراف در طول جراحی وجود ندارد و روشی نسبتاً غیرتهاجمی می‌باشد.
- کوادرانتکتومی

#### محدودهٔ برش جراحی
در توده‌های جامد جراح حین جراحی سعی می‌کند همهٔ تومور و بخشی از بافت طبیعی اطرافش (Margin) را خارج نماید. البته همیشه این کار امکان‌پذیر نیست. محدودهٔ برش جراحی می‌تواند یکی از سه وضعیت زیر را داشته باشد:
- margin of resectionNegative: هیچ سلولی سرطانی در لبه‌ها دیده نمی‌شود. چنین حالتی نیاز به جراحی مجدد ندارد.
- Positive: سلول‌های سرطانی در لبه‌های بافت برداشته‌شده، مشاهده می‌شود. چنین حالتی ممکن است نیاز به جراحی مجدد یا سایر درمان‌های متداول داشته باشد.
- Close: سلول‌های سرطانی در نزدیکی لبه دیده می‌شود. این حالت هم ممکن است نیاز به جراحی مجدد داشته باشد

### درمان دارویی
- شیمی‌درمانی

در این روش از داروهایی که سلول‌های سرطانی را با تأثیر بر یکی از مراحل چرخه رشد و تکثیر آنها از بین می‌برد. این داروها بر سلول‌های با سرعت رشد زیاد مانند سلول‌های سرطانی تأثیر می‌گذارد. شیمی درمانی پس از جراحی برای جلوگیری از پیشروی سلول‌های سرطانی و انتشار آنها به دیگر بخش‌های بدن استفاده می‌شود. گاهی از شیمی درمانی پیش از جراحی برای بیماران با تومورهای پستانی بزرگتر استفاده می‌شود تا اندازه آن کاهش یابد. این داروها می‌توانند باعث عوارض جانبی شوند، چراکه بر سلول‌های خود بدن با سرعت تکثیر زیاد اثر می‌گذارند. این عوارض جانبی به داروی درحال مصرف بستگی دارند و شامل مثال‌هایی چون ریزش مو، تهوع و استفراغ و خستگی می‌شود.
- پادتن‌های تک‌تیره
- پادتن‌های تک‌تیره (monoclonal antibody) با رویکرد ایمنی‌درمانی و با هدف گرفتن یک عامل خاص پروتئینی از دستگاه ایمنی خود فرد برای ازبین بردن سلول‌های سرطانی استفاده می‌کند. این داروها با واکنش دادن در برابر آنتی‌ژن‌های مشخصی بر سطح سلول‌های سرطانی پاسخ ایمنی بیمار به سلول سرطانی بهبود می‌دهند و از رشد سرطان جلوگیری می‌کند.[۴۹] مهم‌ترین داروهای پادتن تک تیره مورد استفاده در درمان سرطان پستان با هدف گرفتن HER2 عمل می‌کنند، مانند داروهای تراستوزومب و پرتوزوماب (Pertuzumab) این داروها البته در انواع خاصی از سرطان پستان در کنار داروهای دیگر شیمی درمانی یا به‌صورت ترکیب دو داروی ایمنی درمانی با همدیگر استفاده می‌شوند که میزان بیان HER2 بر سطح سلول‌ها بیشتر است. دسته دیگری از داروها با عملکرد مشابه و هدفمند وجود دارند که آن‌ها هم از ظرفیت پادتن‌ها استفاده می‌کنند و کونژوگه آنتی‌بادی و داروی شیمیایی (Antibody-drug conjugate) نامیده می‌شوند. این داروها از اتصال شیمیایی بین داروی شیمی‌درمانی و پادتن تک‌تیره ساخته می‌شوند. داروهایی از این دسته برای سرطان پستان تأیید شده‌اند مانند: تراستوزومب-امتانسین (Trastuzumab-emtansin)، تراتستوزومب-دروکستکان (Trastuzumab-deruxtecan) و تراستوزومب-هیالورونیداز (Trastuzumab-hyaluronidase).[۵۰]
- برخی دیگر از بیماران نیاز دارند تا از راه‌های دیگری با سلول‌های سرطانی مقابله کنند زیرا عواملی مثل HER2 یا گیرنده هورمون‌ها یا سرطان پستان سه‌گانه-منفی برای درمان کارایی ندارند. دسته دیگری از داروهای پادتن تک‌تیره از طریق تنظیم دستگاه ایمنی با تأثیر بر PD-L1 بر سطح سلول‌های ایمنی T فعال‌شده عمل می‌کنند. این داروها می‌توانند با جلوگیری از مهار سلول‌های ایمنی توسط سلول‌های سرطانی کشته شدن سلول سرطانی توسط دستگاه ایمنی را تسهیل می‌کنند. آتزولیزومب (Atezolizumab) برای درمان سرطان پستان پیشرفته یا متاستازشده که PD-L1 در سلول‌های‌شان بیان شده باشد، توسط غذا و داروی آمریکا تأیید شده‌اند.[۵۱]
- دارودرمانی مؤثر بر هورمون

دو دسته از داروها در این گروه یکی داروهای مسدودکننده گیرنده هورمون و دیگری داروهای مؤثر بر میزان ساخت هورمون هستند:
این نوع از درمان برای آن گروه از تومورها استفاده می‌شود که به هورمون‌ها حساس هستند یعنی سلول‌های این تومورها گیرندهٔ هورمون‌های استروژن (ER positive) و پروژسترون (PR positive) را دارند که به رشد و گسترش سلول‌های سرطانی کمک می‌کند. از هر سه سرطان پستان، دو مورد از آن دارای گیرندهٔ هورمون هستند. مانند شیمی‌درمانی این داروها نیز می‌تواند برای کمک به عدم بازگشت سرطان پس از جراحی یا پیش از جراحی استفاده شود. داروهایی مانند تاموکسیفن (Tamoxifen) و فلووسترانت (Fluvestrant) با تأثیر بر گیرنده این هورمون‌ها به درمان این بیماری کمک می‌کند. باتوجه به مکانیسم عمل این داروها احتمال دیدن عوارض جانبی مرتبط مانند گرگرفتگی و خشکی واژن (برای تاموکسیفن) و گرگرفتگی و / یا تعریق شبانه (برای لوواسترانت) ممکن است.
دسته دیگری از داروهای مؤثر بر هورمون‌ها داروهایی هستند که باعث کاهش سطح هورمون با جلوگیری از ساخت آن می‌شوند مانند مهارکننده‌های آروماتاز که می‌توانند در زنان یائسه مفید باشند. لتروزول (Letrozole) و اگزمستان (Exemestane) از داروهای این دسته‌اند.

### پرتودرمانی

پرتودرمانی داخلی برای سرطان پستان

یکی از مهم‌ترین شاخه‌های فیزیک پزشکی است. پرتودرمانی به درمان بیماری با استفاده از پرتوهای نافذ مانند پرتوهای ایکس، آلفا، بتا و گاما گفته می‌شود که یا از دستگاه یا از داروهای حاوی مواد نشاندار شده تابیده می‌شوند. پرتودرمانی استفاده از پرتو یونیزان برای از بین بردن یا کوچک کردن بافت‌های سرطانی است. در این روش در اثر آسیب دی‌ان‌ای، سلول‌های ناحیهٔ درمان (بافت هدف) تخریب و ادامهٔ رشد و تقسیم سلول‌های سرطانی، غیرممکن می‌شود. اگرچه پرتو علاوه بر سلول‌های سرطانی به سلول‌های سالم نیز آسیب می‌رساند ولی اکثر سلول‌های سالم بهبودی خود را دوباره به‌دست می‌آورند. هدف از پرتودرمانی از بین بردن حداکثر سلول‌های سرطانی با حداقل آسیب به بافت‌های سالم است. کاربرد اصلی پرتودرمانی در معالجه یا کاهش سرعت تکثیر سلول‌ها و گسترش سرطان است.
پرتودرمانی پس از عمل جراحی به ناحیه تخت تومور و گره‌های لنفاوی داده می‌شود تا سلول‌های توموری میکروسکوپی را که ممکن است از جراحی فرار کنند را از بین ببرد. ممکن است اثر مثبتی بر میکرومحیط‌زیست تومور داشته باشد.
پرتودرمانی می‌تواند به صورت پرتودرمانی خارجی یا به عنوان براکی‌تراپی (رادیوتراپی داخلی) صورت گیرد. به‌طور معمول رادیوتراپی پس از عمل برای سرطان پستان انجام می‌گیرد. رادیوتراپی می‌تواند خطر ابتلا به بازگشت دوباره را تا ۵۰–۶۶٪ کاهش دهد.

## همه‌گیرشناسی
| no data <2 2–4 4–6 6–8 8–10 10–12 | 12–14 14–16 16–18 18–20 20–22 >22 |

میزان مرگ (محور Y در ۱۰۰٫۰۰ نفر) برای سرطان پستان بر پایهٔ سن (محور x)

تعداد مرگ ناشی از سرطان پستان از ۱۰۰٫۰۰ نفر در سال ۲۰۰۴.

نتایج سرطان پستان بسته به نوع سرطان، مرحله و میزان پیش‌روی سرطان و سن فرد متغیر است. نرخ بقا در کشورهای توسعه‌یافته بالاتر است، به گونه‌ای که ۸۰٪ و ۹۰٪ از افراد در انگلستان و آمریکا حداقل ۵ سال زنده هستند. نرخ بقا در کشورهای در حال توسعه پایین‌تر است. در سراسر دنیا، سرطان پستان مهم‌ترین نوع سرطان تهاجمی در زنان است و ۲۵٪ از تمام موارد سرطان را به خود اختصاص می‌دهد. این سرطان از هر هفت زن در سراسر جهان، ۱ نفر را مبتلا می‌کند (۱۴ درصد).
در سال ۲۰۰۸، سرطان پستان باعث مرگ ۴۵۸٬۵۰۳ نفر در سراسر جهان شد (۱۳٫۷ درصد از مرگ‌های ناشی از سرطان در زنان و ۶ درصد از کل مرگ‌های ناشی از سرطان برای مردان و زنان با هم). سرطان ریه، دومین علت شایع مرگ ناشی از سرطان در زنان است.
به گفتهٔ متخصصان در ایران سالانه هشت هزار نفر به سرطان پستان مبتلا می‌شوند و شیوع ابتلا به سرطان پستان در بین زنان ایرانی حدود ۳۰ تا ۳۵ مورد در ۱۰۰ هزار نفر است.

## جامعه و فرهنگ

### روبان صورتی

روبان صورتی یک نماد است که نشان دهنده حمایت از آگاهی سرطان پستان است.

روبان صورتی یک باریکه پارچه‌ای صورتی رنگ، یا شکلی نمادین از روبانی صورتی است که نماد بین‌المللی آگاهی‌بخش دربارهٔ سرطان پستان است.

### در تقویم
در تقویم جهانی اکتبر، ماه جهانی آگاهی‌بخشی در مورد سرطان پستان نام گرفته‌است.

## بارداری
سرطان پستان هنگامی که در زمان حاملگی یا در نخستین سال بعد از زایمان اتفاق بیافتد، با عنوان «سرطان پستان طی حاملگی» شناخته می‌شود. سرطان پستان و سرطان گردن رحم، شایع‌ترین سرطان‌هایی هستند که طی حاملگی دیده می‌شوند که در مجموع حدود ۵۰ درصد تمام سرطان‌های حین حاملگی را شامل می‌شوند. احتمال بروز سرطان پستان در دوران حاملگی بسیار کم است؛ ولی از این نظر اهمیت دارد که معاینه پستان برای تشخیص زودرس در بارداری و شیردهی مشکل می‌شود.
به‌علت تغییرات هورمونی بدن و به دنبال آن تغییرات پستان در زمان بارداری (مثل بزرگ شدن پستان)، هرگونه علائم یا تغییرات مربوط به سرطان، ممکن است جلب توجه نکند و دیرتر کشف شود و به این ترتیب، تشخیص بیماری به تعویق بیافتد. برخی از روش‌های تصویربرداری تشخیصی مانند ام‌آرآی، سی‌تی اسکن، سونوگرافی و ماموگرافی با استفاده از «محافظ جنینی» در دوران بارداری ایمن تلقی می‌شوند اما برخی دیگر مانند پِت اسکن ایمن نیستند.
درمان سرطان پستان در زنان باردار به‌طور کلی مانند زنان غیرباردار است. اما به‌طور معمول در دوران بارداری از پرتودهی اجتناب می‌شود، در برخی موارد، اگر سرطان در اواخر بارداری تشخیص داده شود، برخی یا همهٔ درمان‌ها به بعد از زایمان، موکول می‌شوند. در این موارد، زایمان زودرس برای تسریع در شروع درمان غیرمعمول نیست. جراحی به‌طور کلی در دوران بارداری بی‌خطر تلقی می‌شود، اما برخی درمان‌های دیگر، به‌ویژه داروهای شیمی‌درمانی خاص که در سه‌ماههٔ نخست بارداری تجویز می‌شوند، خطر نقص مادرزادی و از دست دادن جنین (سقط جنین خودبه‌خودی و مرده‌زایی) را افزایش می‌دهند. سقط جنین عمدی لازم نیست و احتمال زنده ماندن یا بهبودی مادر را افزایش نمی‌دهد.

## پژوهش‌ها
کارشناسان اعلام کردند 'پالبوسیکلیب یک داروی خوراکی جدید در درمان سرطان پستان است که ظرفیت مقابله با سایر انواع سرطان را نیز دارد. این دارو با جلوگیری از فعالیت آنزیم‌های CDK4 و CDK6، تقسیم سریع سلول‌های سرطانی را هدف قرار می‌دهد. این دارو نخستین بازدارنده در برابر فعالیت دو آنزیم یاد شده‌است که عملکرد آن برای درمان سرطان پستان تأیید شده‌است.

## نگارخانه

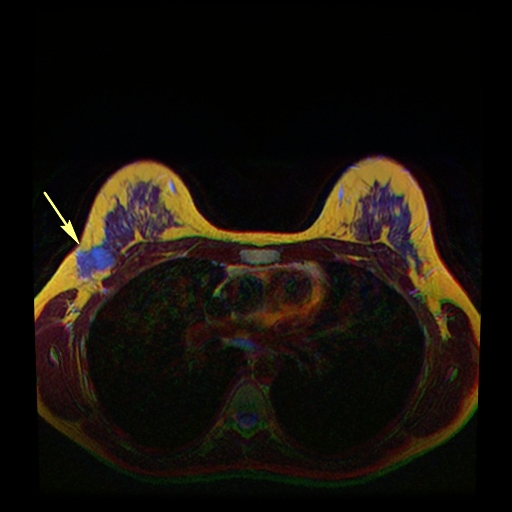
ام آر آی سرطان سینه را نشان می‌دهد
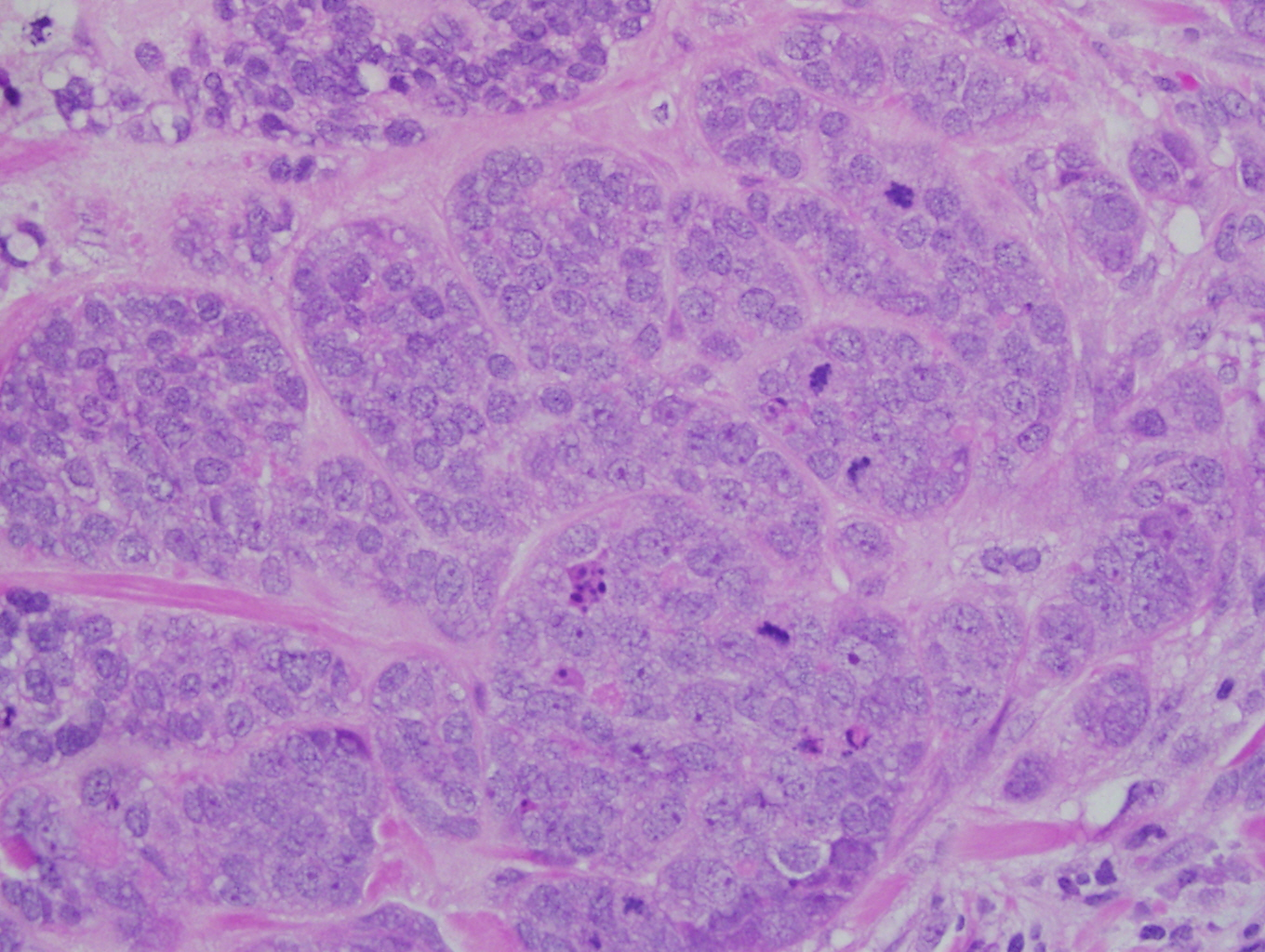
کارسینوم مجرای مهاجم درجه بالا، با حداقل تشکیل توبول، مشخص شده پلئومورفیسم، و برجسته میتوز، میدان ۴۰ برابر.
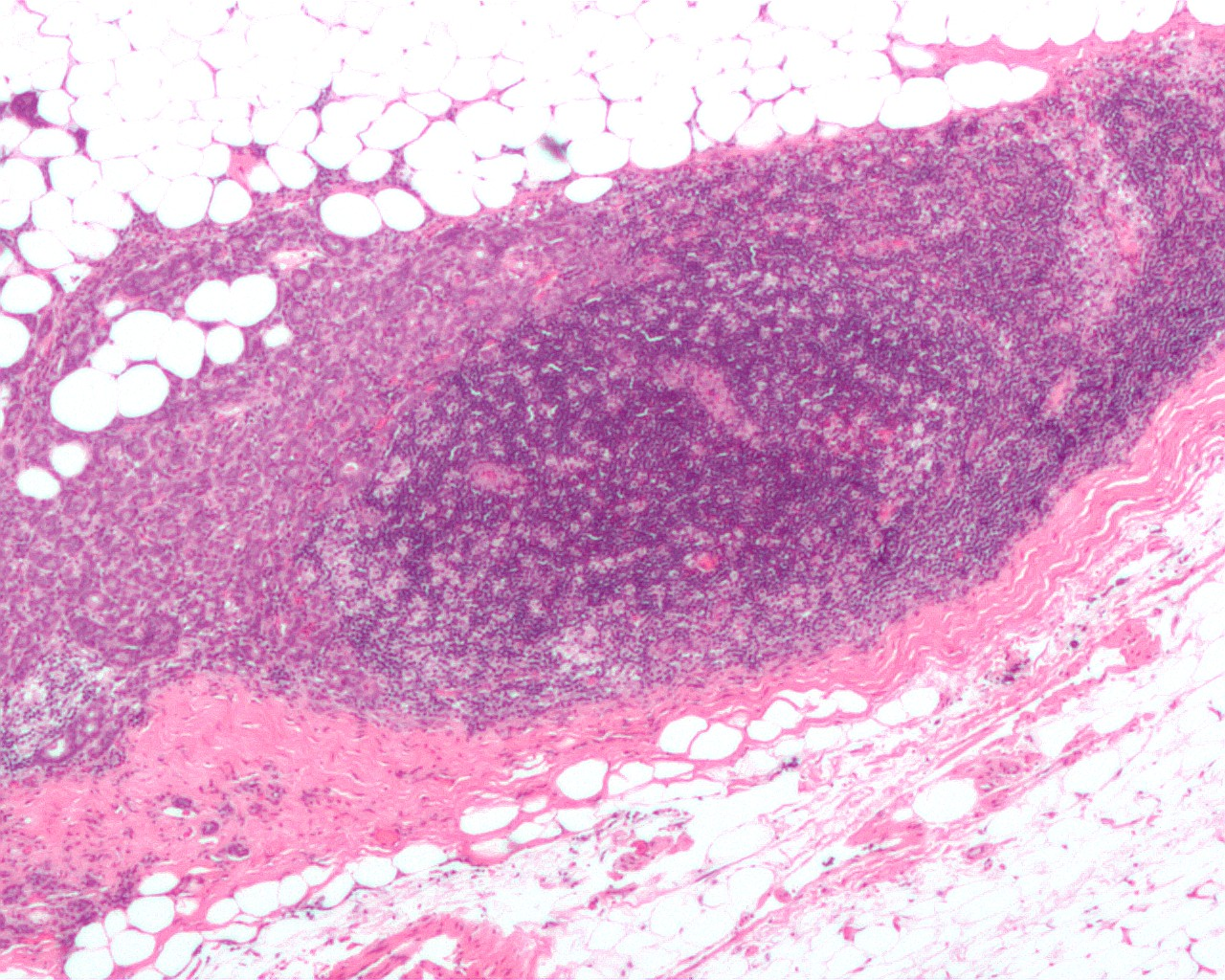
میکروگراف یک غده لنفاوی را نشان می‌دهد که توسط کارسینوم سینه مجرای تهاجم یافته‌است، با گسترش تومور فراتر از گره لنفاوی.
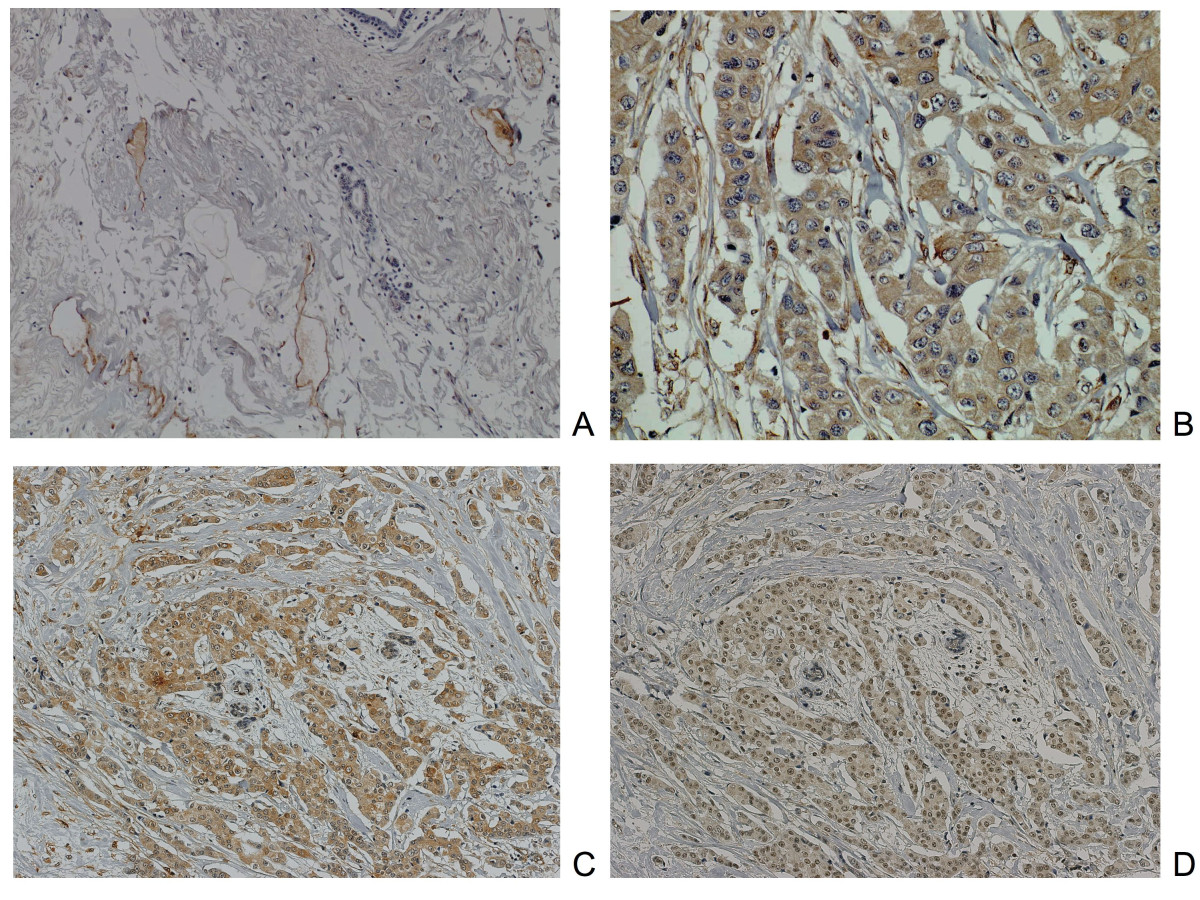
بیان نوروپیلین-۲ در بافت نرمال سینه و سرطان پستان.
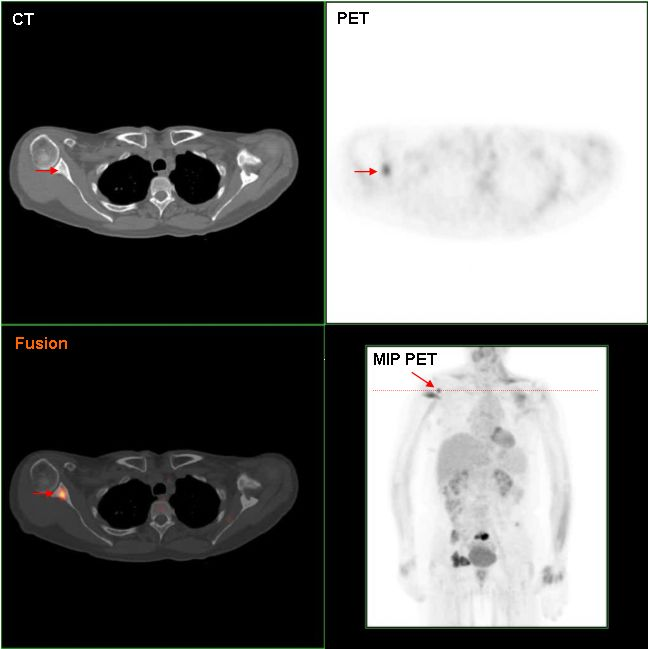
F-18 FDG PET/CT: متاستاز سرطان سینه به کتف راست
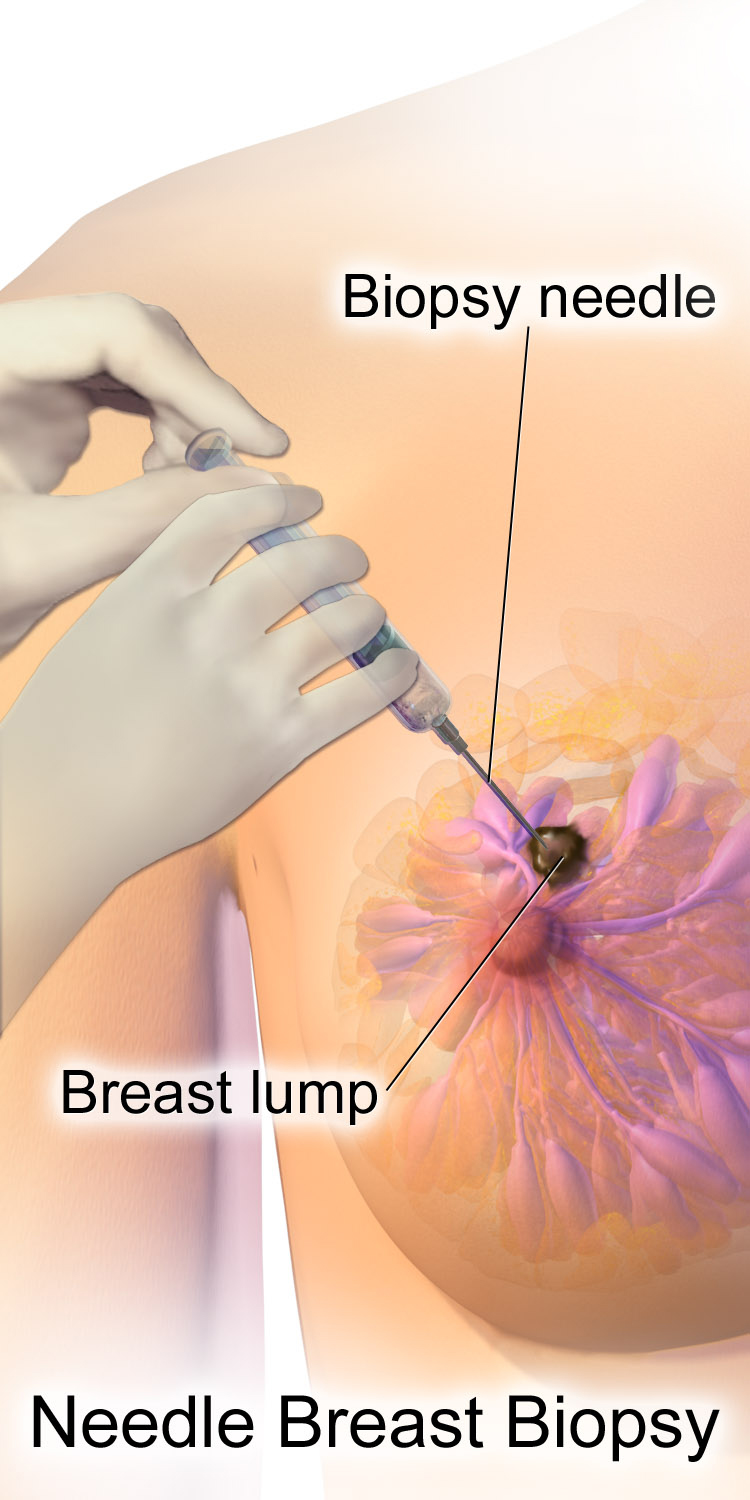
بیوپسی سینه با سوزن
الاستوگرافی بافت سرطانی سفت را در تصویربرداری اولتراسوند نشان می‌دهد.
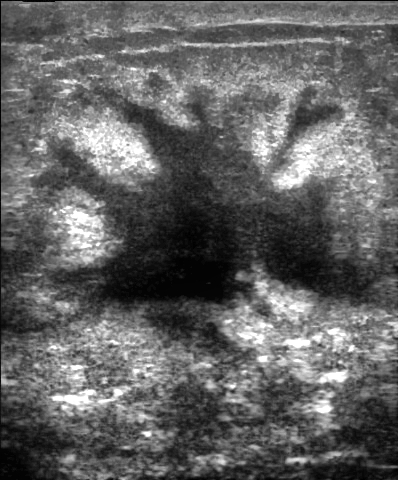
تصویر اولتراسوند توده نامنظم سرطان سینه را نشان می‌دهد.
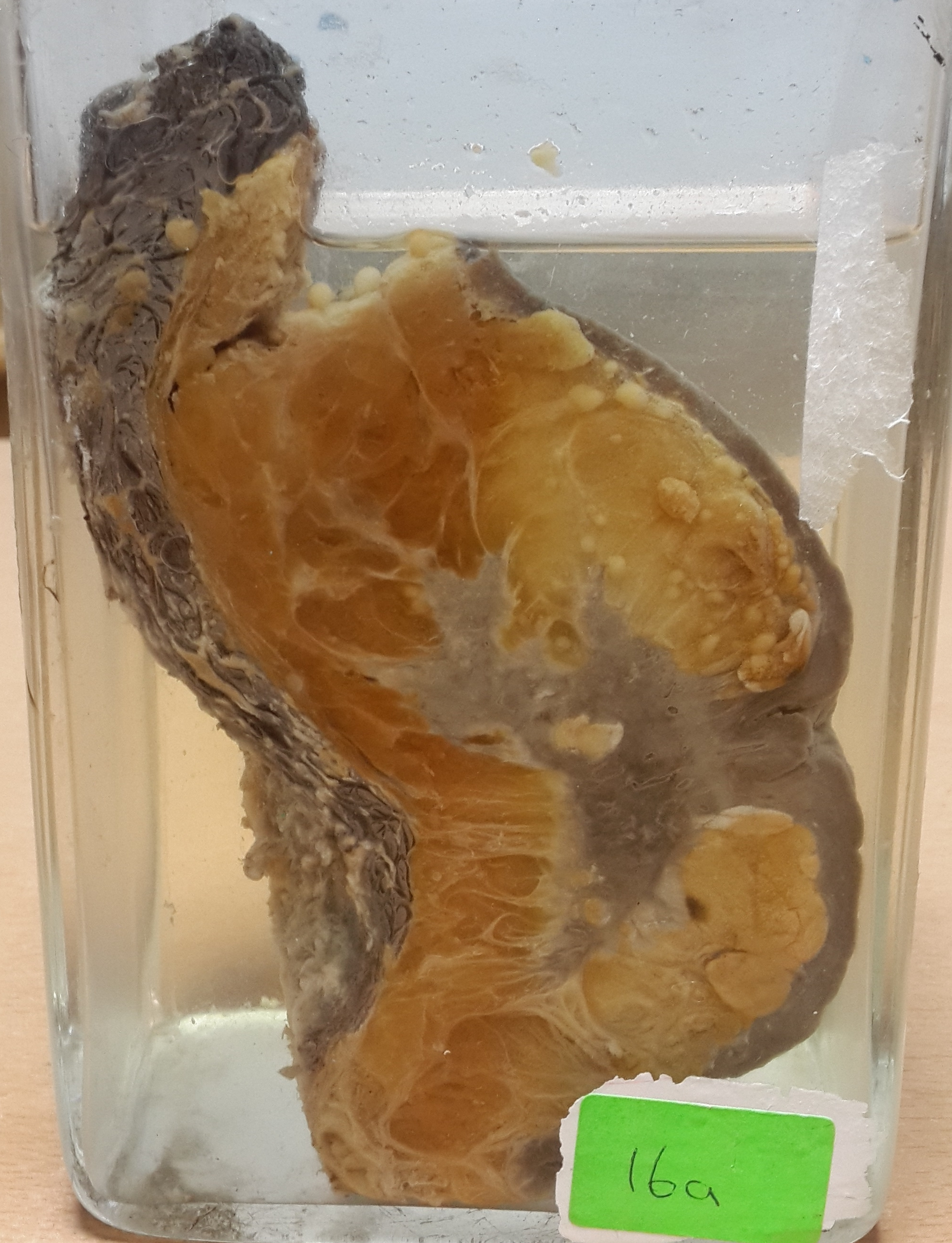
سرطان پستان نفوذی (تهاجمی).